# Maripasoula
Maripasoula – miasto i gmina w Gujanie Francuskiej; 10 233 mieszkańców (2013).  
Ta najrozleglejsza, a jednocześnie najsłabiej zaludniona gmina Francji graniczy z Surinamem i Brazylią. Miasto zamieszkują głównie przedstawiciele grupy etnicznej Boni, a obok nich Indianie, Kreole, Brazylijczycy i Haitańczycy.

## Geografia

Gmina Maripasoula na mapie Gujany Francuskiej

### Położenie
Maripasoula położona w Gujanie Francuskiej, w Ameryce Południowej jest najrozleglejszą, a jednocześnie jedną z najmniej zaludnionych gminą Francji. Powierzchnia gminy, porównywalna do powierzchni Dolnej Normandii, zajmuje około 21,2% powierzchni całej Gujany Francuskiej (18360 km²).  Na terenie gminy znajduje się najwyższy szczyt Gujany, 851 metrowa Góra Bellevue de l’Inini. 
Nieco na południe od miasteczka Maripasoula, w strefie ograniczonego dostępu, usytuowane są indiańskie wioski Antécume-Pata, Élahé, Pidima, Kayodé i Taluen-Twenke zamieszkałe przez Indian Wayana.

### Topografia
- Góra Bellevue de l’Inini (851 m)
- Góra Itoupé (830 m)
- Góra Mitaraka (670 m), bardzo wysunięta na południe, w pobliżu granicy z Brazylią.

### Hydrografia
Dorzecze Lawy, która w dolnym biegu przechodzi w Maroni:
- Marouini
- Araoua
- Tampoc
- Grand Inini
- Petit Inini

### Drogi i transport
Port lotniczy Maripasoula znajduje się 3,5 km na północ od centrum miasta. Linie lotnicze Air Guyane   zapewniają  połączenia pomiędzy Kajenną, Saint-Laurent-du-Maroni, Grand Santi i Saül kilka razy  dziennie. Trasy lotnicze mają tutaj wielkie znaczenie ze względu na niemożność dotarcia z Maripasoula do Kajenny drogą lądową. Do Grand Santi, Apatou lub Saint-Laurent-du-Maroni można dotrzeć  spływem w dół rzeki Maroni.
Pomiędzy Maripasoula i Papaïchton utworzono 30 kilometrowy trakt z ubitej ziemi umożliwiający przejazd lądem.

## Historia
- 1947: powstaje Maripa-Soula.
- 1950: centrum administracji.
- 1968: otrzymuje status  gminy francuskiej noszącej nazwę Maripasoula.